# あなたのいない夏
『きみのいない夏』（スペイン語: Un Verano Sin Ti）は、プエルトリコのラッパー、歌手のバッド・バニーによる4枚目のスタジオ・アルバムである。2022年5月6日にRimas Entertainmentからリリースされた。
このアルバムは商業的に成功を収め、Billboard 200で初登場1位を記録し、その後計13週間1位を獲得した。バッド・バニーにとって2枚目のナンバーワンアルバムとなり、スペイン語のアルバムとしては2枚目の首位となった。また、2022年のBillboard 200の年間チャートでトップに立ち、スペイン語のアルバムとして初の年間チャート首位獲得アルバムとなった。
第23回ラテン・グラミー賞の2部門にノミネートされた。

## 収録曲
1. モスコー・ミュール - Moscow Mule
2. Después de la Playa
3. メ・ポルト・ボニート (feat. チェンチョ・コルレオーネ) - Me Porto Bonito
4. ティティ・ミー・プレグント - Tití Me Preguntó
5. Un Ratito
6. Yo No Soy Celoso
7. Tarot (feat. ジャイ・コルテッツ)
8. ネベリータ - Neverita
9. La Corriente (feat. トニー・ダイズ)
10. Efecto
11. パーティー (feat. ラウ・アレハンドロ) - Party
12. Aguacero
13. Enséñame a Bailar
14. Ojitos Lindos (feat. ボンバ・エステレオ)
15. Dos Mil 16
16. El Apagón
17. Otro Atardecer (feat. ザ・マリアス)
18. Un Coco
19. Andrea (feat. ブスカブラ)
20. Me Fui de Vacaciones
21. あなたのいない夏 - Un Verano Sin Ti
22. アゴスト - Agosto
23. Callaíta